# Anarista
Genre
Anarista est un genre d'insectes diptères de la famille des Asteiidae.

## Liste d'espèces
Selon Catalogue of Life (13 janvier 2019) :
- Anarista endroedyi Papp, 1972 - espèce type
- Anarista polita Sabrosky, 1977
- Anarista subnitens Sabrosky, 1977
- Anarista vittata Sabrosky, 1977

## Publication originale
- Papp, 1972 : Entomological Explorations in Ghana by Dr. S. Endrődy-Younga. 18. A New Genus and Species of Asteiidae from Ghana (Diptera). Annales Historico-Naturales Musei Nationalis Hungarici, vol. 64, n. 1, pp. 319-321 (texte intégral) (en).